# Ettore Chimeri
Ettore Chimeri Muro (Lodi, 4 giugno 1924 – L'Avana, 27 febbraio 1960) è stato un pilota automobilistico italiano naturalizzato venezuelano.

## Carriera
Nato a Lodi, si stabilì presto con la famiglia in Venezuela e gareggiò con quella nazionalità, diventando il primo pilota in Formula 1 sotto quelle insegne.
Partecipò al Gran Premio d'Argentina nel 1960 con una Maserati non portando a termine la gara.
Morì due settimane dopo durante le prove per il Gran Premio Libertad nella categoria vetture sport all'aeroporto militare di Camp Freedom, L'Avana.
La sua Ferrari finì contro le barriere e poi cadde in un precipizio di oltre 40 metri. Incredibilmente vivo, Chimeri venne trasportato in elicottero all'ospedale, dove morì più tardi a causa delle ferite subite.

## Piloti venezuelani in F1
Ettore Chimeri e Piero Drogo, entrambi italiani emigrati in Venezuela, sono stati primi due piloti venezuelani (la licenza apparteneva a quel paese) a correre in Formula 1.
Il Venezuela dovette aspettare oltre vent'anni per avere un altro pilota. Infatti risale al 1983 il debutto in formula 1 del pilota venezuelano Johnny Cecotto (la famiglia era però di origine friulana) e poi nel 2011 toccherà a Pastor Maldonado.

## Risultati in Formula 1
| 1960 | Scuderia       | Vettura       |     |  |  |  |  |  |  |  |  |  |  | Punti | Pos. |
| ---- | -------------- | ------------- | --- |  |  |  |  |  |  |  |  |  |  | ----- | ---- |
| 1960 | Pilota privato | Maserati 250F | Rit |  |  |  |  |  |  |  |  |  |  | 0     |      |

| Legenda | 1º posto     | 2º posto | 3º posto    | A punti         | Senza punti/Non class.  | Grassetto – Pole position Corsivo – Giro più veloce |
| Legenda | Squalificato | Ritirato | Non partito | Non qualificato | Solo prove/Terzo pilota | Grassetto – Pole position Corsivo – Giro più veloce |